# ماكس مولر (كاتب)
ماكس مولر (بالألمانية: Max Müller)‏ هو كاتب وفيلسوف ومؤلف ألماني، ولد في 6 سبتمبر 1906 في أوفنبورغ في ألمانيا، وتوفي في 18 أكتوبر 1994 في فرايبورغ في ألمانيا.

## وصلات خارجية
- ماكس مولر على موقع مونزينجر (الألمانية)